# Gouvernement d'Elisavetpol
1868 – Début des années 1920
Entités précédentes :
- Gouvernement de Bakou
- Gouvernement de Tiflis

Entités suivantes :
- RD d'Azerbaïdjan

Le gouvernement d'Elisavetpol, ou Elizavetpol, (en russe : Елисаветпольская губернія) est un gouvernement de l'Empire russe centré sur Elisavetpol (aujourd'hui Gandja, en Azerbaïdjan) et couvrant 44 136 km2 correspondant actuellement à l'ouest de l'Azerbaïdjan et à certaines parties adjacentes de l'Arménie. Le recensement de 1897 indique une population de 878 415 habitants.

## Histoire
Ce gouvernement est établi en 1868 par le regroupement de territoires relevant jusqu'alors des gouvernements de Bakou et de Tiflis, correspondant aux anciens khanats de Gandja, de Shaki et du Karabagh.
À partir de 1905, un courant séparatiste se développe chez les Arméniens des hautes terres du gouvernement (aujourd'hui le Haut-Karabagh). Dans cette région, ils représentent 70 % de la population. Un plan dans ce sens est accepté par le vice-roi russe, mais n'est jamais adopté.
Lors de l'établissement de la République démocratique d'Azerbaïdjan en 1918, le gouvernement devient le gouvernement de Gandja, tandis qu'est créé un gouvernement général du Karabagh. Le système est cependant aboli au début des années 1920.

## Subdivisions administratives
Le gouvernement compte huit ouiezds :
- Elisavetpol ;
- Aresh ;
- Noukha ;
- Kazakh ;
- Djevanshir ;
- Karyaguino ;
- Zangezour ;
- Chouchi.

## Population
Selon le recensement de 1897, la population totale du gouvernement s'élève à 878 415 habitants, dont 60,8 % de Tatars « azerbaïdjanis » et 33,3 % d'Arméniens.